# Wakatsuki Reijirō
Wakatsuki Reijiro (若槻 禮次郎 Wakatsuki Reijiro, Nhược Quy Lễ Thứ Lang) (sinh 21 tháng 3 1866 - 20 tháng 11 1949) là một nam tước, chính trị gia, thủ tướng thứ 25 và 28 của Nhật Bản. Những chính trị gia đối lập thời đó thường đặt cho ông biệt danh là Usotsuki Reijirō (Reijirō dối trá).